# Lidwine Umuhoza Uwase
Lidwine Umuhoza Uwase (* 13. Juni 1999 in Ruanda) ist eine ruandische Schwimmerin.
2021 nahm sie in Südafrika an der Qualifikation für die Olympischen Spiele 2020 in Tokio teil. An den Olympischen Sommerspielen 2024 in Paris trat sie mittels Wildcard im Wettkampf über 50 m Freistil an.